# Jennifer Hamson
Jennifer Hamson (* 23. Januar 1992 in Orem, Utah) ist eine US-amerikanische Volleyball- und ehemalige Basketballspielerin. Als Basketballspielerin war sie in den Vereinigten Staaten und Russland aktiv. Als Volleyballspielerin spielte sie in der deutschen Bundesliga für den 1. VC Wiesbaden und Allianz MTV Stuttgart.

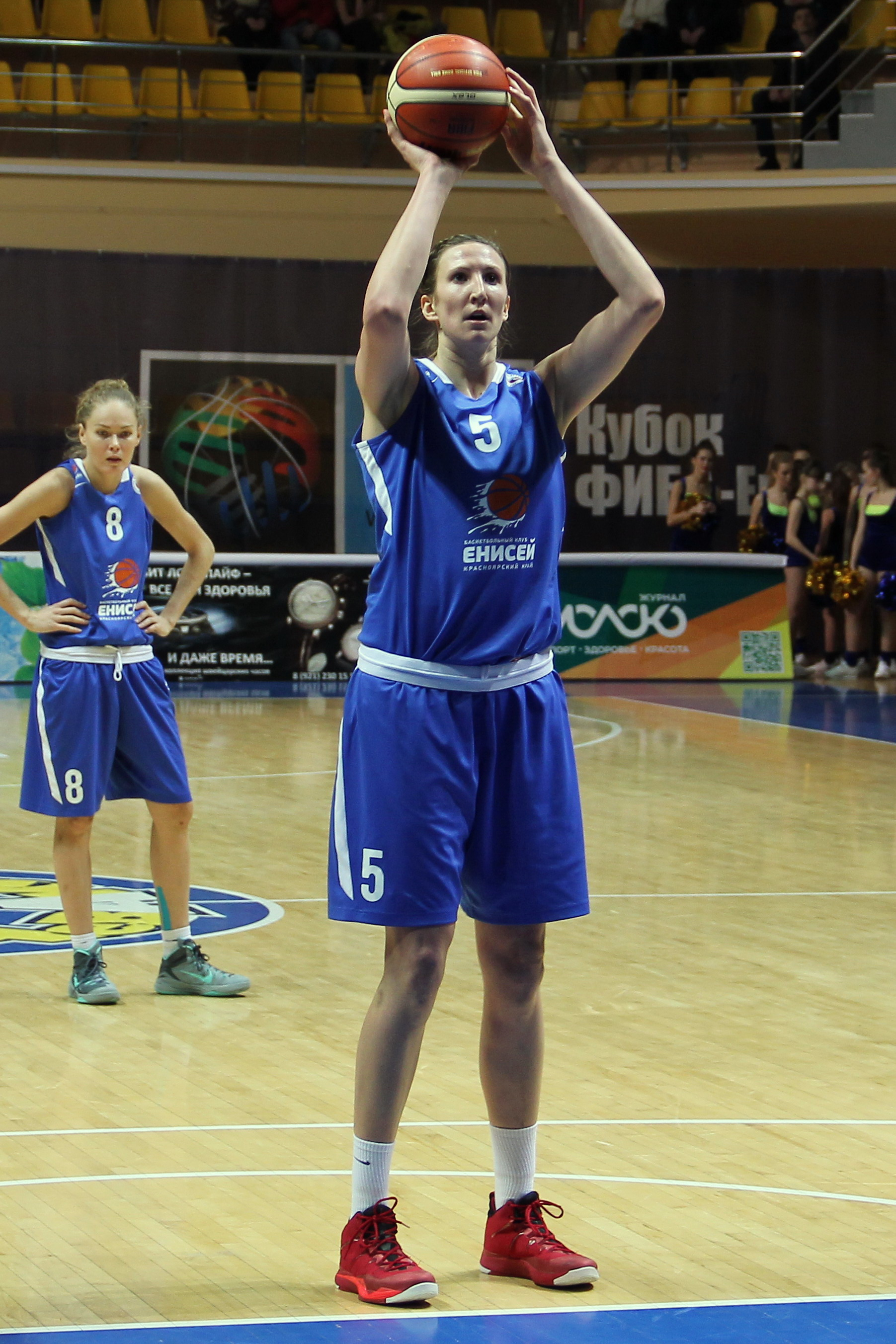
Jennifer Hamson 2016 beim Basketball

## Karriere
Hamson begann ihre sportliche Karriere an der Pleasant Grove High School. Von 2010 bis 2014 studierte sie an der Brigham Young University. In dieser Zeit war sie in den Universitätsmannschaften parallel im Volleyball und Basketball aktiv. Zu beiden Sportarten hatte sie durch ihre Verwandten Beziehungen. Nach ihrem Studium spielte sie Basketball. In der Women’s National Basketball Association, der nationalen Liga der Vereinigten Staaten, spielte sie als Center für die Los Angeles Sparks und Indiana Fever. Außerdem trat sie im Ausland für den russischen Verein BK Jenissei Krasnojarsk sowie die Sydney Uni Flames an.
Seit 2018 spielt sie wieder Volleyball. Zur Saison 2018/19 wechselte sie zum deutschen Bundesligisten 1. VC Wiesbaden. Mit dem Verein kam sie im DVV-Pokal und in den Bundesliga-Playoffs jeweils ins Viertelfinale und schied dort gegen Allianz MTV Stuttgart aus. Stuttgart wurde anschließend ihr neuer Verein. Mit dem Verein erreichte sie das Finale im DVV-Pokal 2019/20, das Stuttgart gegen den Dresdner SC verlor. Als die Bundesliga-Saison kurz vor den Playoffs abgebrochen wurde, stand die Mannschaft auf dem zweiten Tabellenplatz. Anschließend verließ sie den Verein mit unbekanntem Ziel.